# Лунцин
Чжу Цзайхоу (кит. 朱载垕; 4 марта 1567 — 5 июля 1572) — двенадцатый император китайской империи Мин, правивший с 1567 по 1572 год под девизом Лунцин (кит. 隆慶, храмовое имя Му-цзун кит. 穆宗), третий сын минского императора Чжу Хоуцуна.

## Биография
В 1539 году двухлетний Чжу Цзайхоу получил титул принца Ю. Он страдал нарушениями речи, поэтому, став императором, старался меньше говорить на аудиенциях. Долгое время отцу не удавалось добиться признания Чжу Цзайхоу наследником трона. Но в конце концов Чжу Цзайхоу был назначен престолонаследником.
В январе 1567 года после смерти своего отца Чжу Хоуцуна 29-летний Чжу Цзайхоу занял императорский трон.

Чжу Цзайхоу принял меры по налаживанию внутренней ситуации, активно боролся с коррупцией. Были освобождены фавориты умершего отца, на правительственные должности назначены конфуцианцы из академии Ханлинь. Проведены работы на речных дамбах рек Хуанхэ и Хуайхэ. Были уменьшены налоговые повинности, налагаемые на крестьян.
Во внутриполитических делах он следовал советам приближенных секретарей «Внутридворцового кабинета» (Нейге) Чжан Цзюйчжена и Гао Гуна. Во внешней политике уделял особое внимание налаживанию мирных отношений и взаимовыгодной торговли с монголами, после того как с Алтан-ханом в 1570 году был заключен выгодный мир, а в 1572 году большинство монгольских ханов признало себя вассалами китайского императора. Это сняло напряжение на востоке Минской империи и значительно оживило сухопутную торговлю.
Чжу Цзайхоу не забывал и об обороне, поручив военачальникам Ци Цзигуану и Ван Чунгу восстановить и укрепить Великую Китайскую стену на северо-западных границах империи, что и было выполнено огромными усилиями армии и принудительным трудом населения. В его правление было окончательно уничтожено японское пиратство в китайских водах, а также нанесен значительный удар китайским пиратам.
Чжу Цзайхоу благодаря своему таланту управленца смог вывести страну из глубокого кризиса, который был вызван длительным правлением его отца. Чжу Цзайхоу установил торговые связи с Европой, Африкой, с некоторыми частями Азии, усилил безопасность границ, назначив нескольких генералов для патрулирования морских и сухопутных границ, укрепил порты провинций Чжэцзян и Фуцзянь, что позволило успешно отбиваться от пиратов, доставлявших неприятности во время правления Цзяцзина.
Этот император, в отличие от предшественника, не любил магов и прорицателей, и даже преследовал их. Даже будучи больным, до самой смерти занимался государственными делами, вызывая к себе своих советников.
В июле 1572 года 35-летний Чжу Цзайхоу скончался, оставшись в истории как один из самых либеральных императоров династии Мин. Император был похоронен в Чжаолине (昭陵).
Чжу Цзайхоу имел четырёх сыновей и семь дочерей. Третий сын Чжу Ицзюнь (1563—1620) стал тринадцатым императором из династии Мин (1572—1620). Четвёртый сын Чжу Илю (1568—1614) в 1571 году стал Лу-ваном и в 1589 году получил во владение Вэйхуэй (провинция Хэнань).